# یولین، گوانگشی
یولین یا به کانتونی یوک‌لام (به ژوانگ: Yoglinz Si)(به چینی: 玉林市، به پین‌یین: Yùlín Shì، تلفظ کانتونی: juk6lam4 si5) یک شهر در سطح ولایت در جمهوری خلق چین است که در منطقه خودمختار گوانگشی ژوانگ واقع شده‌است.

## خصوصیات
یولین ۱۲٬۸۳۹ کیلومترمربع مساحت و ۶٬۹۱۰٬۰۰۰ نفر جمعیت دارد.
۹۹٪ جمعیت شهر را مردم هان (قومیت چینی)و ۱٪  را مردم ژوانگ تشکیل می دهند.

## خواهرخوانده
شهر ساراگوسا خواهرخواندهٔ یولین هست.